# Torun Lian
Torun Lian (* 15. Januar 1956) ist eine norwegische Kinder- und Jugendbuchautorin, Drehbuchautorin und Regisseurin.

## Leben
Lian wurde als Drehbuchautorin unter anderem für mehrere Fernsehserien bekannt. Seit 1990 erschienen von ihr mehrere Kinderbücher. Ihr Buch Frida wurde mit dem Prix Jeunesse ausgezeichnet, das Buch Es sind die Wolken, die die Sterne bewegen mit dem Nordischen Kinderliteraturpreis. Beide Bücher wurden auch verfilmt, Lian schrieb jeweils das Drehbuch dazu. Der Film Nur Wolken bewegen die Sterne wurde unter anderem mit dem Hauptpreis der 40. Nordischen Filmtage in Lübeck ausgezeichnet.

## Werke
| - 1988: Tre skuespill – Drehbuch - 1989: Den som beveger seg langsomt beveger seg – Drehbuch - 1990: Frida – Jugendroman - 1991: Frida – mit dem Herzen in der Hand (Frida - med hjertet i hånden) – Jugendroman (1991), Sammelausgabe der Fridabücher 2000 - 1994: Lengtere – Schauspiel - 1994: Es sind die Wolken, die die Sterne bewegen (Bare skyer beveger stjernene) – Jugendroman - 2000: Ikke naken ikke kledt – Jugendroman - 2005: Adams gesammelte Katastrophen (Adam den tredje i fjerde) – Kinderbuch - 2008: Undrene i vår familie – Roman - 2014: Alice Andersen – Jugendroman - 2015: Alice, die Notfallprinzessin (Reserveprinsesse Andersen) – Kinderbuch - 2016: Alice svømmer ikke – Kinderbuch - 2017: Alice og alt du ikke vet og godt er det – Kinderbuch - 1990: Frida (Fernsehserie) - 1991: Klein Anna ist nicht die Kleinste (Det finnes noen som er mindre enn Anna) (Kurzfilm) - 1991: Frida og det urolige hjertet (Fernsehserie) - 1991: Frida – mit dem Herzen in der Hand (Frida - med hjertet i hånden) (Spielfilm) - 1992: Afrika, NRK Drama - 1998: Nur Wolken bewegen die Sterne (Bare skyer beveger stjernene) (Spielfilm) - 2002: Himmelfall (Spielfilm) (mit Gunnar Vikene) - 2004: Die Farbe der Milch (Ikke naken) (Spielfilm) - 2009: Vegas (Spielfilm) (mit Gunnar Vikene) | - 1991: Klein Anna ist nicht die Kleinste (Det finnes noen som er mindre enn Anna) (Kurzfilm) - 1997: Damer (Kurzfilm) - 1998: Nur Wolken bewegen die Sterne (Bare skyer beveger stjernene) (Spielfilm) - 2004: Die Farbe der Milch (Ikke naken) (Spielfilm) - 2013: Victoria (Literaturverfilmung) |

## Auszeichnungen
- 1988: Tarjei-Vesaas-Debütantenpreis, für Tre skuespill
- 1990: Amanda-Preis für das beste Drehbuch, für die Fernsehserie Frida
- Prix Jeunesse, für die Fernsehserie Frida
- 1991: Nordische Filmtage, hovedpris, für Frida – mit dem Herzen in der Hand (Frida med hjertet i hånden)
- 1991: Amanda-Preis für das beste Drehbuch, für Frida – mit dem Herzen in der Hand (Frida med hjertet i hånden)
- 1991: Amanda-Preis für den besten Film, für Frida – mit dem Herzen in der Hand (Frida med hjertet i hånden)
- 1995: Nordisk Skolebibliotekarforenings Børnebogspris
- 1995: Skolebibliotekarforeningens Literaturpreis, für Es sind die Wolken, die die Sterne bewegen (Bare skyer beveger stjernene)
- 1998: Amanda für den besten Film, für Nur Wolken bewegen die Sterne (Bare skyer beveger stjernene)
- 1998: Beste nordiske barnefilm, für Nur Wolken bewegen die Sterne (Bare skyer beveger stjernene)
- 1998: Filmkriterprisen, für Nur Wolken bewegen die Sterne (Bare skyer beveger stjernene)
- 1999: Grenseløs kommunikasjon
- 2000: Sonja Hagemanns barne- og ungdomsbokpris, für Ikke naken ikke kledt
- 2000: Ingmar Bergman-Preis
- 2010: Amanda-Preis für das beste Drehbuch, für Vegas
- 2015: Brageprisen für Kinder- und Jugendliteratur für Reserveprinsesse Andersen